# Кучурган (река)
Кучурга́н — река, разделяющая Приднестровье и Украину, левый приток Турунчука (рукава Днестра). Впадает в Кучурганский лиман. Высота устья 1,1 м над уровнем моря. Длина реки — 109 км, площадь водосбора — 2090 км².

## География
Река берёт начало на южных склонах Подольской возвышенности, неподалёку от села Оленевка.
Долина в верхнем течении V-образная, в нижнем — трапециевидная, представляет собой балку лиманного образования, то есть с возвышенными и весьма значительно раздвинувшимися берегами, между которыми образовалась наносная, луговая низменность. Пойма двусторонняя, шириной 0,1—0,4 км. Русло умеренно извилистое, шириной от 5 до 46 м, на отдельных участках создаёт плёсы. Уклон 0,89 м/км. Течение реки медленное, местами она образует плавни. Питание снеговое и дождевое. Ледостав в начале декабря, вскрытие льда во второй половине февраля. Летом пересыхает, зимой перемерзает.
Вода минерализованная, мутная, с болотным привкусом, пригодна лишь для хозяйственно-бытовых нужд.
На месте Кучурганского лимана в устье реки в 1967 году было построено Кучурганское водохранилище для охлаждения агрегатов Молдавской ГРЭС. Одновременно водохранилище используется для орошения, рыбного хозяйства, рекреации. Его длина составляет 18 км, ширина от 0,3 до 3,2 км, глубина до 5 м. Из него ежегодно в Днестр сбрасывается порядка 20 млн м³ воды с повышенным содержанием солей и расходом 10 м³/с для снижения солёности водоёма.